# Aceny

Ogólna struktura acenów

Aceny (poliaceny) – grupa wielopierścieniowych węglowodorów aromatycznych zbudowanych ze skondensowanych pierścieni aromatycznych w układzie liniowym.

Najprostsze aceny
naftalen
antracen
naftacen
pentacen
heksacen